# Lavaur, Dordogne
Lavaur är en kommun i departementet Dordogne i regionen Nouvelle-Aquitaine i sydvästra Frankrike. Kommunen ligger i kantonen Villefranche-du-Périgord som tillhör arrondissementet Sarlat-la-Canéda. År 2022 hade Lavaur 81 invånare.

## Befolkningsutveckling
Antalet invånare i kommunen Lavaur
Referens:INSEE